# Philorus levanidovae
Philorus levanidovae är en tvåvingeart som beskrevs av Peter Zwick och Arefina 2005. Philorus levanidovae ingår i släktet Philorus och familjen Blephariceridae. Inga underarter finns listade i Catalogue of Life.